# Soppeng
Soppeng ist ein Regierungsbezirk (Kabupaten) auf der indonesischen Insel Sulawesi. Der Bezirk ist Teil der Provinz Sulawesi Selatan. Der Verwaltungssitz Watansoppeng liegt ca. 180 km von Makassar entfernt. Historisch befand sich auf dem Gebiet das Bugis-Königreich Soppeng.

## Geographie
Mit seiner Fläche von 1385,55 km² liegt Soppeng im Mittelfeld der Flächenliste und belegt mit 3,06 Prozent der Provinzfläche Platz 12 (von 24).

### Lage und Ausdehnung
Soppeng ist einer der fünf Binnenbezirke ohne Zugang zum Meer und liegt etwas südlich der Mitte der Provinz Sulawesi Selatan. Er grenzt im Norden an den Kabupaten Sidenreng Rappang, nordöstlich an Wajo, im Osten und Süden an Bone sowie im Westen an Barru.

### Grenzpunkte
Der Regierungsbezirk Soppeng liegt südlich des Äquators und hat folgende äußere Grenzpunkte:
| Richtung | Kode          | Kec.          | Desa         | Koordinaten         |
| -------- | ------------- | ------------- | ------------ | ------------------- |
| N        | 73.12.05.2010 | Marioriawa    | Laringgi     | 04°05′54,84″ s. Br. |
| O        | 73.12.03.2005 | Lilirilau     | Abbanuange00 | 119°42′22,45″ ö. L. |
| S        | 73.12.01.2007 | Marioriwawo00 | Marioriaja   | 04°32′42,58″ s. Br. |
| W        | 73.12.05.2006 | Marioriawa    | Bulue        | 120°05′48,60″ ö. L. |

### Klima und Wetter
Wie im übrigen Indonesien herrscht auch im Bezirk tropisches Regenwaldklima (feuchttropisches Klima), es gibt eine trockene Jahreszeit und die Regenzeit mit fließenden Übergängen. Im Volkszählungsjahr schwankte die Temperatur zwischen 18,4 und 34,7 °C. Im gesamten Jahr fielen an 164 Tagen 1741 mm Regen, der meiste im Mai (267 mm an 22 Tagen), der wenigste im Februar (39 / 8).

## Verwaltungsgliederung
Der Bezirk Soppeng besteht aus acht Distrikten (Kecamatan) mit 70 Dörfern (indonesisch Desa), 21 von ihnen haben als Kelurahan einen urbanen Charakter.

Die Lage der Kecamatan im Kabupaten

| Code 1)  | Kecamatan Distrikt | Ibukota Verwaltungssitz | Fläche (km²) | Einw. Zensus 2010 2) | Volkszählung 2020 3) | Volkszählung 2020 3) | Volkszählung 2020 3) | Anzahl der … |      |
| Code 1)  | Kecamatan Distrikt | Ibukota Verwaltungssitz | Fläche (km²) | Einw. Zensus 2010 2) | Einw. 3)             | 0Dichte 4)0          | Sex Ratio 5)         | Desa         | Kel. |
| -------- | ------------------ | ----------------------- | ------------ | -------------------- | -------------------- | -------------------- | -------------------- | ------------ | ---- |
| 73.12.01 | Marioriwawo        | Takalala                | 30000        | 44.310               | 48.200               | 160,7                | 93,50                | 11           | 2    |
| 73.12.02 | Liliraja           | Cangadi                 | 9600         | 26.964               | 28.107               | 292,8                | 91,67                | 5            | 3    |
| 73.12.03 | Lilirilau          | Cabenge                 | 18700        | 38.202               | 37.802               | 202,1                | 90,49                | 8            | 4    |
| 73.12.04 | Lalabata           | Watansoppeng            | 27800        | 44.269               | 48.663               | 175,0                | 95,73                | 3            | 7    |
| 73.12.05 | Marioriawa         | Batu-Batu               | 32000        | 27.861               | 29.015               | 90,7                 | 94,55                | 5            | 5    |
| 73.12.06 | Donri Donri        | Tajuncu                 | 22200        | 22.920               | 23.887               | 107,6                | 91,08                | 9            | –    |
| 73.12.07 | Ganra              | Ganra                   | 5700         | 11.301               | 11.447               | 200,8                | 89,90                | 4            | –    |
| 73.12.08 | Citta              | Citta                   | 4000         | 7.999                | 8.046                | 201,2                | 91,57                | 4            | –    |
| 73.12    | Kab. Soppeng       | Kab. Soppeng            | 1.50000      | 223.826              | 235.167              | 156,8                | 92,88                | 49           | 21   |

## Demographie

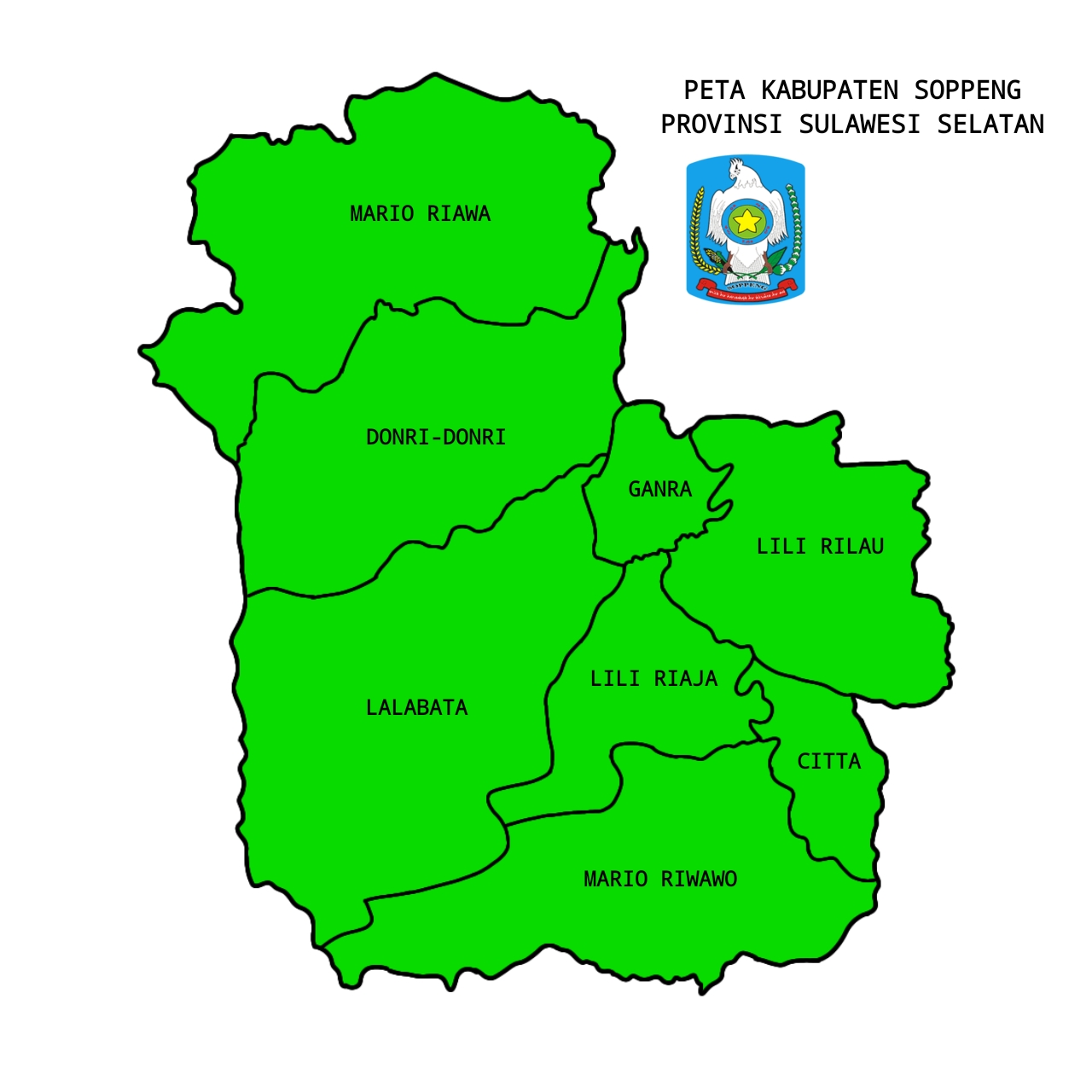
Verwaltungsübersicht

Neben indonesisch als Amtssprache wird im Regierungsbezirk die Bugis-Sprache gesprochen.
Soppeng rangiert auf der 24-stelligen Bevölkerungsliste der Untereinheiten auf Rang 18 mit einem Anteil von 2,53 Prozent. Die Bevölkerungsdichte von 174,2 Einwohner je km² liegt unter dem Provinzdurchschnitt (210,2) und hat Platz 16 inne (Angaben von 2024).
Von der Bevölkerung am Jahresende 2024 waren 42,47 (28,92) % ledig; 46,48 (57,43) % verheiratet; 2,64 (3,27) % geschieden sowie 8,40 (10,38!) % verwitwet. Kursive Zahlen in Klammern beziehen sich auf die Bevölkerung ab dem Alter von 15 Jahren (195.334, das sind 80,94 Prozent der Gesamtbevölkerung). 30.189 Personen waren 65 Jahre und älter, das sind 12,51 (!) Prozent des Bezirks.

### Durchschnittswerte der administrativen Einheiten
Für das Jahr 2024 wurden folgende Durchschnittswerte für Einwohnerzahl und Fläche (km²) für die Distrikte und die Dörfer ermittelt.
| Durchschnitt pro …  | Kab. Soppeng0 | Kab. Soppeng0 | Prov. SULSEL0 | Prov. SULSEL0 |
| Durchschnitt pro …  | Einw.         | Fläche        | Einw.         | Fläche        |
| ------------------- | ------------- | ------------- | ------------- | ------------- |
| Kecamatan           | 30.167        | 173,19        | 30.442        | 144,83        |
| Desa u. Kelurahan00 | 03.448        | 019,79        | 03.113        | 014,81        |

### Soziale Daten 2020
| Merkmal                                                             | Kab. Soppeng | 0Prov. Sulawesi Selatan0 |
| ------------------------------------------------------------------- | ------------ | ------------------------ |
| Bevölkerung unterhalb der Armutsgrenze (Tsd.)00                     | 17,230       | 776,830                  |
| Anteil der „armen Bevölkerung“ (indonesisch Penduduk miskin) (%)000 | 7,590        | 8,720                    |
| Arbeitslosenrate (%)                                                | 4,420        | 6,310                    |
| Lebenserwartung bei der Geburt (Jahre)                              | 69,650       | 70,570                   |
| HDI-Index                                                           | 68,670       | 71,930                   |
| Analphabetenrate (in %, 15+ J.)                                     | 9,450        | 7,440                    |
| Anteil der Altersgruppen                                            | 0Real0       | 00.Prozentual0           |
| Kinder (<15 J.)                                                     | 47.2380      | 20,09                    |
| arbeitsfähige Bevölkerung (15–64 J.)                                | 161.7440     | 68,78                    |
| Rentner und Pensionäre (>65 J.)                                     | 0.26.1850    | 011,13                   |

### Religion und Bevölkerungsverteilung
| Religion         | Gläubige | Anteil (%) | Gebäude | Anteil 2024 |
| ---------------- | -------- | ---------- | ------- | ----------- |
| Islam            | 238.5710 | 99,660     | 446 9)0 | 99,650      |
| Protestanten 10) | 7090     | 0,300      | 70      | 0,310       |
| Katholiken 10)   | 1010     | 0,040      | –0      | 0,040       |
| Hindus           | 20       | <0,010     | –0      | <0,010      |
| Buddhisten       | 80       | <0,010     | –0      | <0,010      |

| Jahr | Gesamt- Bevölkerung | Männer  | %     | Frauen  | %     | Sex Ratio 5) |
| 2016 | 252.677             | 122.360 | 48,43 | 130.317 | 51,57 | 93,89        |
| 2017 | 241.430             | 116.447 | 48,23 | 124.983 | 51,77 | 93,17        |
| 2018 | 236.156             | 113.525 | 48,07 | 122.631 | 51,93 | 92,57        |
| 2019 | 237.115             | 113.993 | 48,07 | 123.122 | 51,93 | 92,59        |
| 2020 | 239.391             | 115.590 | 48,29 | 123.801 | 51,71 | 93,37        |
| 2021 | 237.875             | 114.684 | 48,21 | 123.191 | 51,79 | 93,09        |
| 2022 | 240.249             | 115.860 | 48,22 | 124.389 | 51,78 | 93,14        |
| 2023 | 240.955             | 116.455 | 48,33 | 124.500 | 51,67 | 93,54        |
| 2024 | 241.333             | 116.800 | 48,40 | 124.533 | 51,60 | 93,79        |

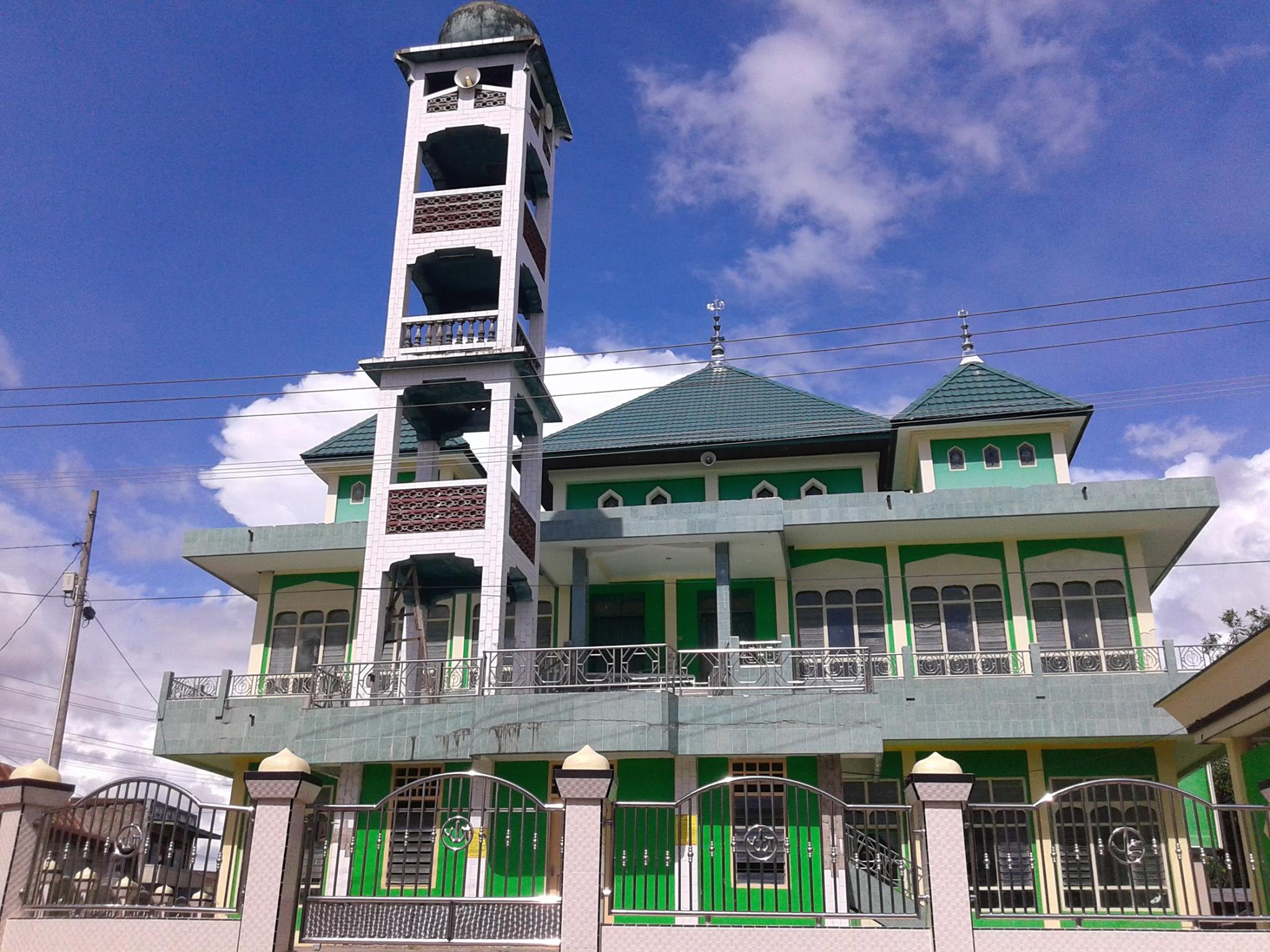
Die Taqwa Mosche in Ganra

Obige Tabelle gibt die durch die Zivilstandsbüros (Disdukcapil, indonesisch Dinas Kependudukan dan Pencatatan Sipil) veröffentlichten Fortschreibungsergebnisse zum Jahresende wieder.

### Aktuelle Daten der Bevölkerungsfortschreibung
Die nachfolgende Tabelle gibt den Einwohnerstand nach Geschlecht zur Volkszählung 2020, zum Ende 2022 sowie zum Jahresende 2024 wieder. Beide letztere Daten resultieren aus den Ergebnissen der Fortschreibung durch die örtlichen Zivilstandsbüros (Disdukcapil, indonesisch Dinas Kependudukan dan Pencatatan Sipil). Der aktuelle Einwohnerstand kann jederzeit in einer interaktiven Karte abgerufen werden.

| Kecamatan      | Zensus 2020 | Zensus 2020 | Zensus 2020 | Ende 2022 | Ende 2024 | Ende 2024 | Ende 2024 | Fläche km² | Bevöl kerungs dichte | Sex Ratio 5) |
| Kecamatan      | Insg.       | männl.      | weibl.      | Ende 2022 | Insg.     | männl.    | weibl.    | Fläche km² | Bevöl kerungs dichte | Sex Ratio 5) |
| -------------- | ----------- | ----------- | ----------- | --------- | --------- | --------- | --------- | ---------- | -------------------- | ------------ |
| Marioriwawo    | 48.200      | 23.290      | 24.910      | 48.420    | 49.524    | 24.017    | 25.507    | 231,31     | 214,10               | 94,16        |
| Liliriaja      | 28.107      | 13.443      | 14.664      | 28.209    | 28.867    | 13.799    | 15.068    | 90,95      | 317,41               | 91,58        |
| Lilirilau      | 37.802      | 17.957      | 19.845      | 37.809    | 38.955    | 18.670    | 20.285    | 159,31     | 244,53               | 92,04        |
| Lalabata       | 48.663      | 23.801      | 24.862      | 49.001    | 50.023    | 24.490    | 25.533    | 301,20     | 166,08               | 95,92        |
| Marioriawa     | 29.015      | 14.101      | 14.914      | 29.115    | 29.406    | 14.358    | 15.048    | 273,93     | 107,35               | 95,41        |
| Donri-Donri    | 23.887      | 11.386      | 12.501      | 23.973    | 24.604    | 11.854    | 12.750    | 234,69     | 104,84               | 92,97        |
| Ganra          | 11.447      | 5.419       | 6.028       | 11.470    | 11.815    | 5.662     | 6.153     | 50,24      | 235,15               | 92,02        |
| Citta          | 8.046       | 3.846       | 4.200       | 8.052     | 8.139     | 3.950     | 4.189     | 43,93      | 185,29               | 94,29        |
| Kab. Soppeng00 | 235.167     | 113.243     | 121.924     | 236.049   | 241.333   | 116.800   | 124.533   | 1.385,55   | 174,18               | 93,79        |